# R100
Die R100 (damalige Schreibweise: R-100) war ein britisches Verkehrsluftschiff zu Beginn der 1930er Jahre. Es sollte gemeinsam mit der R101, dem Gegenentwurf aus dem Wettbewerb um den Bau von Großluftschiffen, unter anderem der Verbindung des Vereinigten Königreichs mit seinen überseeischen Kolonien dienen. Nach dem Unfall der R101 wurde es außer Dienst gestellt und abgewrackt.

## Bau
Geplant und konstruiert unter der Leitung von Barnes Wallis und Mitwirkung von Nevil Shute Norway, wurde die R100 parallel zur R101 entworfen, war jedoch von vornherein (da ein Festpreis vereinbart worden war) unterfinanziert. Daher waren Sparmaßnahmen unerlässlich, zum Beispiel wurden nur ein Dutzend Werkzeugmaschinen beim Bau des Luftschiffs verwendet. Während bei R101 die Grenzen der Technologie ausgereizt werden sollten und dieses Projekt daher als extravagant und ehrgeizig angesehen wurde, war der Entwurf der R100 pragmatischer und konservativer. Es gab zudem das Gerücht, dass nur das erfolgreichere der beiden Luftschiffe als Modell für die weitere Entwicklung dienen sollte. Daraus resultierte eine Konkurrenz zwischen beiden Schiffen und ihrer Tauglichkeit. Shute Norway nahm seine Kritik am R101-Entwurf später teilweise zurück.
Das Gerippe des 216 m langen und auf dem früheren Luftwaffenstützpunkt Howden in Yorkshire gebauten Luftschiffs bestand aus Duraluminium. Die 15 Ringe mit 16 Längsträgern, die zumeist aus Dreiecksträgern mit etwa 70 cm Querschnittshöhe bestanden, besaßen im Gegensatz zu den Zeppelinen keine Hilfsträger oder Hilfsringe. Die Hüllenfelder waren daher bis zu 14 × 8 m groß und gaben, da sich das Gerippe stark abzeichnete, dem Schiff ein charakteristisches Aussehen. Berechnungen hatten gezeigt, dass der Luftwiderstand eines Luftschiffs mit sechzehneckigem Querschnitt nur wenig größer als bei kreisförmigem Querschnitt ist. Die geringe Anzahl von Längsträgern vereinfachte die Berechnungen zur Belastbarkeit der Konstruktion, auf die nach dem katastrophalen Verlust von R38 im Jahr 1921 großer Wert gelegt wurde. Korrosionsgefahr durch Kondenswasser in der ungeheizten Luftschiffhalle zwang zur Lackierung der Aluminiumstruktur.
Ursprünglich war eine Kombination aus Wasserstoff und Kerosin als Motorentreibstoff geplant. Als sich zeigte, dass geeignete Motoren nicht rechtzeitig entwickelt werden konnten, entschied sich das Luftfahrtministerium für Dieselmotoren. Deren Verwendung sollte Brandkatastrophen wie den Verlust von R38 vermeiden. Da sich die Tornado-Dieselmotoren von Beardmore aber als zu schwer erwiesen, wurden schließlich sechs rekonditionierte Condor-Benzinmotoren von Rolls-Royce eingebaut.

## Ausstattung
Die Passagiere waren im Inneren des Rumpfes auf drei Stockwerken, ähnlich wie später im LZ 129 „Hindenburg“, untergebracht. R100 und R101 waren die ersten Luftschiffe, die diese Form der Fahrgastunterbringung besaßen. Der Aufbau der Fahrgastanlage war bei beiden Schiffen allerdings unterschiedlich.
Alle Decks waren miteinander über ein Treppenhaus verbunden, das sich im Design an den Treppenhäusern der damaligen Transatlantikliner orientierte.
Auf dem oberen Deck waren acht Zwei- und zwölf Vierbettkabinen für 64 Passagiere vorhanden. Zwischen den rumpfseitigen Kabinen befand sich beiderseits ein Korridor, der den Zugang zu Balkonen oberhalb der Promenaden auf dem mittleren Deck ermöglichte. Im Innenbereich mittig befand sich eine Galerie mit Blick auf den unterhalb gelegenen Speisesalon sowie mehreren Sitzgelegenheiten.
Das mittlere Deck beherbergte den hauptsächlich als Speisesaal dienenden und 56 Personen Platz bietenden Salon mit elektrischem Kamin und der dem Treppenhaus gegenüberliegenden elektrischen Küche sowie je vier Zweibett-, Dreibett- und Vierbettkabinen für weitere 36 Passagiere. Durch die größere Deckenhöhe ergab sich hier ein weiteres Raumgefühl. Auch hier boten Korridore Zugang zu den Promenadendecks mit großen Aussichtsfenstern an den Rumpfseiten. Hinter dem Treppenhaus lagen die Waschräume für die Passagiere sowie Ankleidezimmer für Damen.

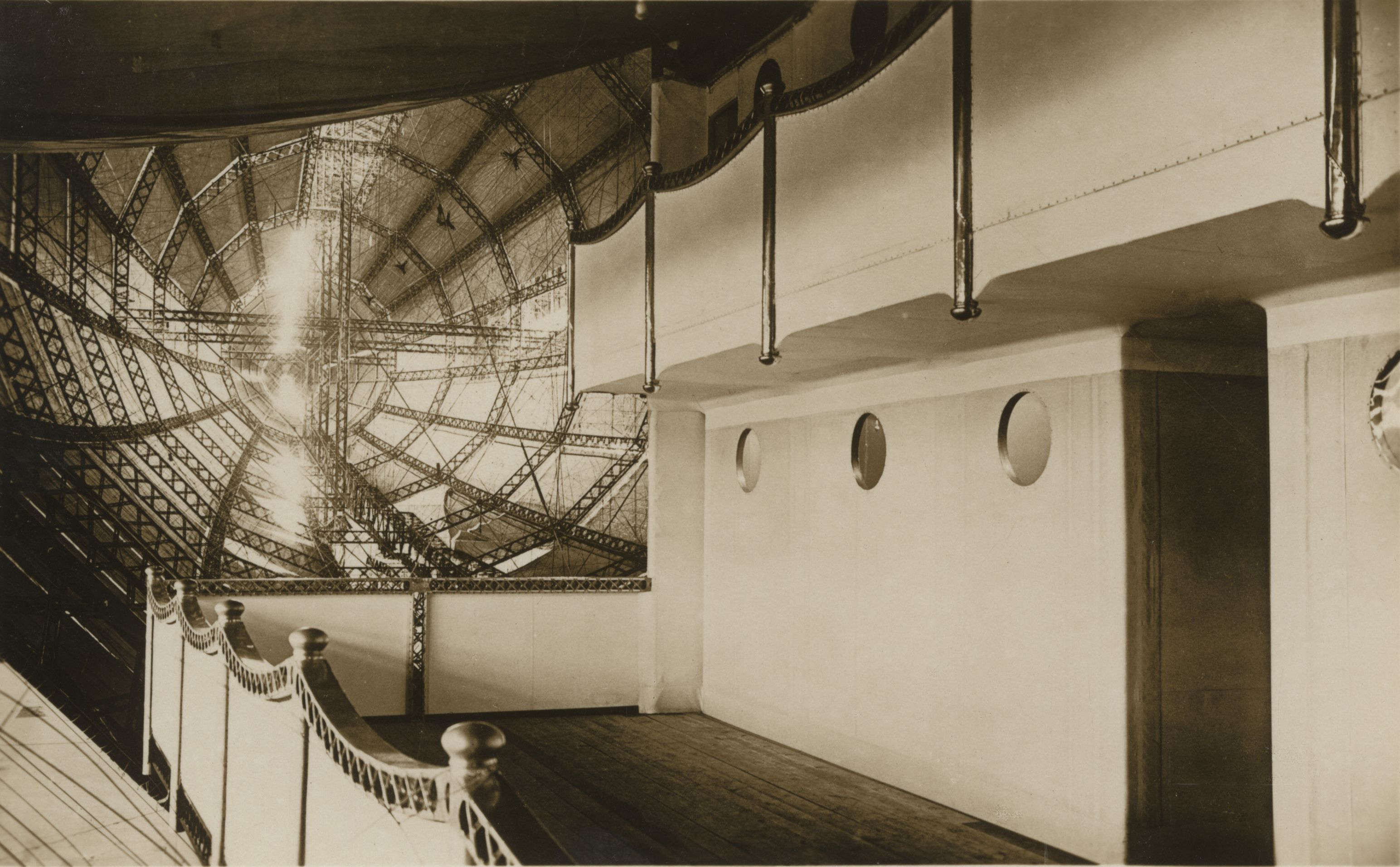
Die backbordseitige Promenade des Schiffes mit Blick zur Bugspitze

Im unteren Deck ging das Treppenhaus in den zur Bugspitze des Schiffes führenden Kielgang über. Weiterhin befanden sich hier eine Leiter in die Führergondel, Quartiere für Kapitän und 24 Mannschaftsmitglieder sowie Sanitäranlagen, der Navigationsraum und die Funkstation. Zudem gab es eine Speisekammer, die über eine Leiter in die Küche führte, und einen Tisch für die Mahlzeiten der Crew und Freizeitbeschäftigungen.
Aus Gründen der Gewichtsersparnis waren die Kabinen vergleichsweise spartanisch eingerichtet. Sie entsprachen in ihrer Ausstattung damit etwa den Kabinen des späteren deutschen LZ 129. Buchbar waren eine Zweibett-, Dreibett- oder Vierbett-Konfiguration. Alle Kabinen verfügten über elektrisches Licht, die rumpfseitigen Kabinen über ein auf die Balkone bzw. die Promenadendecks blickendes Bullauge. Das Gepäck wurde üblicherweise unter dem Bett verstaut. Von den Korridoren abgetrennt waren die Kabinen durch einen Vorhang. Angesichts der recht spärlichen Einrichtung wurde erwartet, dass die Fahrgäste einen Großteil ihrer Fahrt in den öffentlichen Bereichen verbringen würden und die Kabinen hauptsächlich zum Schlafen nutzen würden.

## Betrieb
Die R100 führte nur zehn Fahrten durch, obwohl es seine Lufttüchtigkeit unter Beweis stellte und keine gravierenden Fehler oder Konstruktionsmängel aufwies. Allerdings war die Tragfähigkeit – wie auch beim Konkurrenzentwurfs R101 – geringer als die des kleineren LZ 127.
Seine Kennung lautete G-FAAV.

### Erste Fahrten
Die erste Fahrt fand am 16. Dezember 1929 statt und führte von Howden über York nach Cardington in Bedfordshire. Die zweite Fahrt am folgenden Tag sollte nach London gehen, jedoch löste sich ein Streifen Gewebe von der unteren Leitwerksflosse, und man unternahm nur eine Rundfahrt über Bedfordshire, bei der die Steuerung getestet wurde.
Bis zum 11. Januar 1930 wurden Modifikationen der Bespannung vorgenommen. Am 16. Januar 1930 erreichte das Luftschiff eine Geschwindigkeit von 131,2 km/h bei einer dritten Fahrt, auf der man feststellte, dass die wegen großer Spannweiten zwischen den Befestigungen flatternde Bespannung stehende Wellen ausbildete. Dies wurde während der vierten Fahrt am 20. Januar gefilmt. Nach einer weiteren kurzen Fahrt am selben Tag unternahm die R100 vom 27. bis 29. Januar eine Dauerfahrt über mehr als 53 Stunden. Danach wurden Arbeiten an der Hülle vorgenommen und die Condor-IIIA-Motoren gegen Condor-IIB-Motoren getauscht. Als das Luftschiff am 24. April aus der Halle getragen wurde, beschädigte eine durch Wind verursachte Kollision mit dem Tor das Leitwerk. Die Reparaturen dauerten bis zum 21. Mai, danach fand eine 24-stündige Testfahrt statt.

### Transatlantikfahrten
Als Teil seiner Testfahrten unternahm die R100 auch Langstreckenfahrten. Ursprüngliches und vertraglich vereinbartes Ziel war Indien, jedoch wurde wegen der Verwendung von Benzin als Treibstoff und der damit verbundenen Brandgefahr eine Fahrt in die Tropen als zu riskant angesehen, so dass am 29. Juli 1930 nach Austausch der beschädigten kegelförmigen Schwanzspitze gegen ein halbkugelförmiges Teil eine Transatlantikfahrt nach Kanada begann. Die Fahrt zum Flughafen Saint-Hubert in Québec dauerte etwa 78 Stunden. Eine 24-stündige Fahrt mit Passagieren führte von dort nach Toronto und zu den Niagarafällen. Die schnellere Rückfahrt nach England begann am 13. August. Nach 57½ Stunden wurde Cardington erreicht. Dies entsprach einer Durchschnittsgeschwindigkeit von 128 km/h.
Nachdem das Schiff am 17. August zurück in die Luftschiffhalle gebracht und vorerst außer Betrieb genommen worden war, konzentrierte man sich auf die Inspektion des Schiffes nach der langen Fahrt und begann sich auf die bevorstehende Fahrt der R101 zu konzentrieren, die für das Jahresende gedacht war. Ein großer Teil der Besatzung fuhr auf beiden Schiffen und wechselte jetzt in die R101-Mannschaft.

### Abwrackung
Nach dem Unglück der R101 am 4. Oktober 1930 wurde entschieden, die Fahrten der R100 zunächst zu stoppen. Am 11. Dezember wurde das Schiff in der Halle aufgehängt und das Traggas abgelassen. Im Mai 1931 berieten das britische Parlament und die Regierung über das weitere Schicksal und auch über die weiteren Kosten, die das Schiff verursachen würde. Die R100 stellte den Höhepunkt konventioneller britischer Luftschiff-Technologie dar. Von der US-Regierung bestand sogar das Angebot, im Austausch gegen britische Technologie das Luftschiff sehr günstig – wenn nicht sogar kostenlos – mit Helium zu füllen. Es wurden verschiedene Vorgehensweisen diskutiert:
- Weiterführung des Projekts
- starke Reduzierung des Projektumfangs und Nutzung für wissenschaftliche und technische Forschung
- Einstellung des Projekts

Nach langen Diskussionen und Auseinandersetzungen kam die britische Regierung vor dem Hintergrund der Depression und dem gewaltigen finanziellen Aufwand für das Luftschiffprojekt zu dem Ergebnis, das Luftschiff zu verschrotten. Im November 1931 entschied das britische Luftfahrtministerium daher, die R100 zur Abwrackung zu verkaufen. Die Verschrottungsarbeiten begannen am 16. November 1931 und dauerten bis zum Februar 1932. Die Inneneinrichtung und Ausrüstung wurde verkauft. Für das Gerippe wurde ein Preis von 450 Pfund erzielt. Die Anlagen und die Luftschiffhalle in Cardington sowie ein Grundstamm an Personal von etwa 300 Leuten blieben für spätere Entwicklungen erhalten.

## Technik
- Länge: 216 m
- Durchmesser: 40,5 m
- Gasvolumen: etwa 141.500 m³ (5.000.000 cft) Wasserstoff
- Masse: 102 t,
- Nutzlast: 51 t (gefordert waren eigentlich 60 t)
- Besatzung: 50 Mann + 100 Passagiere

Die Höchstgeschwindigkeit des Schiffes betrug 130 km/h.
Das Traggas befand sich in 15 Gaszellen. Sie wurden von der Berliner Tochtergesellschaft der Luftschiffbau Zeppelin GmbH geliefert. Diese Firma lieferte auch die Gasventile.
Der Antrieb erfolgte mit drei Motorgondeln, die je zwei Benzinmotoren beherbergten, von denen einer eine Zug-, der andere eine Druckluftschraube antrieb. Die heckseitigen Motoren waren umsteuerbar, sie konnten vorwärts und rückwärts laufen. Es wurden gebrauchte Rolls-Royce Condor III B-Benzin-Motoren verwendet. Sie wogen je 550 kg, hatten eine Leistung von 485 kW und wurden als pannenanfällig beschrieben. Versuche, die Motoren sowohl mit Wasserstoff als auch mit Kerosin zu betreiben, waren nicht erfolgreich. An Bord konnte ein Kraftstoffvorrat von 40 m³ Benzin in 32 Tanks zu je 950 Litern mitgeführt werden. Der Transport des Kraftstoffes von den Vorratstanks zu den Falltanks über den Motoren erfolgte unüblicherweise mit Handpumpen.

## Fahrten
1. 16. Dezember 1929, Dauer: 5 h 47 min, Strecke: 209 km, von Howden über York nach Cardington
2. 17. Dezember 1929, Dauer: 6 h 29 min, Strecke: 280 km, Rundfahrt in der Gegend um Cardington, Nach diesen ersten Testfahrten wurde das Schiff in der Luftschiffhalle gründlich inspiziert.
3. 16. Januar 1930, Dauer: 13 h 36 min, Strecke: 349 km, von Cardington über Grantham und Spalding wieder zurück
4. 20. Januar 1930, Dauer: 7 h 18 min, Strecke: 344 km, von Cardington über London, Croydon, Reading und zurück
5. 29. Januar 1930, Dauer: 53 h 52 min, Strecke: 2865 km, von Cardington über Südwest-England, den Ärmelkanal, die Kanalinseln und zurück
6. 21. – 22. Mai 1930, Dauer: 22 h 50 min, Strecke: 1112 km, von Cardington und wieder zurück, es wurden Hüllentests durchgeführt, Danach musste die Spitze des Hecks repariert werden.
7. 25. – 26. Juli 1930, Dauer: 24 h 16 min, Strecke: 1296 km, von Cardington über Midlands, Wales, Kanalinseln und zurück
8. 29. Juli – 1. August 1930, Dauer: 78 h 49 min, Strecke: 5414 km, von Cardington nach Montreal
9. 10. – 11. August 1930, Dauer: 25 h 57 min, Strecke: 1296 km, von Montreal nach Québec und zurück
10. 13. – 16. August 1930, Dauer: 57 h 56 min, Strecke: 4756 km, von Montreal nach Cardington

Die Gesamtfahrzeit betrug 294 Stunden und 10 Minuten (etwas über 12 Tage); dabei wurden 17.920 km zurückgelegt.